# یواس‌اس ساردا (اس‌اس-۴۸۸)
یواس‌اس ساردا (اس‌اس-۴۸۸) (به انگلیسی: USS Sarda (SS-488)) یک زیردریایی بود که طول آن ۳۱۱ فوت ۸ اینچ (۹۵٫۰۰ متر) بود. این زیردریایی در سال ۱۹۴۵ ساخته شد.